# Ribi
Ribi is een historisch merk van motorfietsen.
De bedrijfsnaam was: Binneweis & Sprecher, Berlin.
Duits merk dat slechts korte tijd bestond en motorfietsen met eigen 196- en 248 cc kopklepmotoren leverde. De motorfietsen van Binneweis & Sprecher waren tamelijk goed uitgerust, met twee versnellingen, een koppeling en een vrijstand, maar het 200cc-model had waarschijnlijk nog riemaandrijving, want pas bij het 250cc-model werd melding gemaakt van kettingaandrijving. Deze machine leverde 3 pk.
Vanaf ca. 1922 waren er in Duitsland honderden en in Berlijn tientallen kleine motorfietsmerken ontstaan. De meeste spaarden de kosten en de moeite van de ontwikkeling van eigen motoren uit door inbouwmotoren te gebruiken. Daardoor waren ze goedkoper dan de modellen van Ribi en desondanks gingen de meeste van deze merken (ruim 150) in 1925 dicht. Dat gebeurde ook met Ribi, dat de productie in 1923 gestart had.